# Ta' briller på
Ta' briller på er en dansk film fra 1942, instrueret af Arne Weel efter et manuskript af Kjeld Abell.

## Handling
Fru Adda Ernst er en midaldrende dame af borgerskabet. Hun har en hyggelig mand, et dejligt hjem og to unge friske børn, Birgit og Hans, der som de fleste af deres jævnaldrende er stærkt swing-interesserede. Fru Adda selv er også meget musikalsk, hun spiller og synger udmærket og går med liv og sjæl op i sin musik. Undertiden kan hun henfalde i vemod over den karriere på de skrå brædder, som hun er gået glip af ved at blive stikkende i sin borgerlige tilværelse, men den slags små anfald går hurtigt over, for hun er fra naturens side udstyret med et godt og friskt humør.

## Medvirkende
- Liva Weel
- Hans Egede Budtz
- Birgitte Federspiel
- Preben Mahrt
- Svend Asmussen
- Asbjørn Andersen
- Ego Brønnum-Jacobsen
- Charles Wilken
- Minna Jørgensen
- Karen Marie Løwert